# Vomit live
|  | Denne artikel er oprettet af botten PalnaBot ud fra en ekstern database. Den kan derfor have sproglige fejl eller mangler. Denne skabelon kan fjernes efter kontrol af indholdet. |

Vomit live er en eksperimentalfilm instrueret af Knud Vesterskov efter manuskript af Knud Vesterskov, Jens Tang.

## Handling
Ha ha. I puke on video.